# کارکس سکتا
کارکس سکتا (نام علمی: Carex secta) نام یک گونه از سرده جگن است.